# Estádio Joaquim Portugal
O Estádio de Futebol Joaquim Portugal, também conhecido como Arena Sicredi e, anteriormente, por Arena Unimed devido aos direitos de nome é um estádio de futebol brasileiro construído em São João del-Rei no bairro de Matosinhos.

## Mando de campo
O estádio é onde o Athletic Club manda seus jogos pelo Campeonato Mineiro de Futebol.

## Capacidade
O estádio conta com a capacidade para 6.000 espectadores e é um dos maiores estádios da Região Geográfica Intermediária de Barbacena, superando após a reforma, o recém demolido Estádio Santa Tereza, em Barbacena.